# Segunda División de España 1931-32
La temporada 1931–32 de la Segunda División de España de fútbol corresponde a la 4.ª edición del campeonato y se disputó entre el 22 de noviembre de 1931 y el 3 de abril de 1932, siendo el primero celebrado bajo el nuevo régimen del país, la Segunda República Española.
El vencedor de esa temporada fue el Betis Balompié.

## Sistema de competición
La Segunda División de España 1931/32 fue organizada por la Federación Española de Fútbol.
Como en la temporada precedente, el torneo constaba de un grupo único integrado por diez clubes de toda la geografía española. Siguiendo un sistema de liga, los diez equipos se enfrentaron todos contra todos en dos ocasiones -una en campo propio y otra en campo contrario- sumando un total de dieciocho jornadas. El orden de los encuentros se decidió por sorteo antes de empezar la competición.
La clasificación final se estableció con arreglo a los puntos obtenidos en cada enfrentamiento, a razón de dos por partido ganado, uno por empatado y ninguno en caso de derrota. Si al finalizar el campeonato dos equipos sumaban la misma puntuación, los mecanismos establecidos por el reglamento para desempatar la clasificación eran los siguientes:
1. Los resultados particulares entre los equipos empatados (como si hubiesen disputado una liguilla entre ellos).
2. Si persistía el empate, el que tuviese el mejor cociente de goles (promedio entre el número de goles marcados y los recibidos).

El equipo que más puntos sumó al final del campeonato se proclamó campeón de Segunda División y ascendió directamente a Primera División para la siguiente temporada, siendo reemplazado por el último clasificado de esta categoría.
En cambio, el último clasificado de Segunda esta temporada fue descendido a Tercera División, siendo reemplazo en la próxima edición por el campeón de la fase de ascenso de dicha categoría.

## Clubes participantes
| Datos de ascensos y descensos con respecto a la temporada anterior |
| --- |
| Cataluña FC desciende de Primera División. Valencia FC asciende a Primera División. Iberia Sport Club desciende a Tercera División. Celta de Vigo asciende a Segunda División. |

| Equipo                   | Ciudad    | Estadio          |
| ------------------------ | --------- | ---------------- |
| Athletic Club de Madrid  | Madrid    | Metropolitano    |
| Betis Balompié           | Sevilla   | Patronato Obrero |
| Club Deportivo Castellón | Castellón | El Sequiol       |
| Cataluña Fútbol Club     | Barcelona | Camp dels Quinze |
| Club Celta de Vigo       | Vigo      | Balaídos         |
| Club Deportivo Coruña    | La Coruña | Riazor           |
| Murcia Fútbol Club       | Murcia    | La Condomina     |
| Oviedo Fútbol Club       | Oviedo    | Buenavista       |
| Sevilla Fútbol Club      | Sevilla   | Nervión          |
| Sporting de Gijón        | Gijón     | El Molinón       |

## Clasificación final[2]
| Pos. | Equipo                | Pts. | PJ | G | E | P  | GF | GC | Dif. | Clasificación               |
| ---- | --------------------- | ---- | -- | - | - | -- | -- | -- | ---- | --------------------------- |
| 1    | Betis Balompié (C, A) | 21   | 16 | 8 | 5 | 3  | 37 | 29 | +8   | Ascenso a Primera División  |
| 2    | Oviedo F. C.          | 19   | 16 | 9 | 1 | 6  | 43 | 23 | +20  |                             |
| 3    | Sporting de Gijón     | 18   | 16 | 7 | 4 | 5  | 29 | 25 | +4   |                             |
| 4    | Athletic de Madrid    | 18   | 16 | 8 | 2 | 6  | 38 | 34 | +4   |                             |
| 5    | Murcia F. C.          | 17   | 16 | 8 | 1 | 7  | 34 | 31 | +3   |                             |
| 6    | C. D. La Coruña       | 15   | 16 | 7 | 1 | 8  | 28 | 36 | −8   |                             |
| 7    | C. D. Castellón       | 15   | 16 | 7 | 1 | 8  | 24 | 32 | −8   |                             |
| 8    | Sevilla F. C.         | 11   | 16 | 5 | 1 | 10 | 25 | 31 | −6   |                             |
| 9    | Club Celta de Vigo    | 10   | 16 | 4 | 2 | 10 | 27 | 44 | −17  |                             |
| 10   | Cataluña F. C. (D)    | 0    | 0  | 0 | 0 | 0  | 0  | 0  | 0    | Descenso a Tercera División |

 Fuente: BDFutbol
Criterios de clasificación: Puntos · Diferencia de goles · Goles a favor · Play-off
Notas:
1. ↑  El Cataluña F. C. se retiró de la liga a falta de tres partidos para su final. Todos sus resultados fueron anulados.

## Resultados
| Local \ Visitante  | ATM | BET  | CAS | CAT | CEL | DEP | MUR | OVI | SEV | SPO |
| ------------------ | --- | ---- | --- | --- | --- | --- | --- | --- | --- | --- |
| Athletic de Madrid | —   | 10–1 | 2–0 | 0–1 | 4–2 | 4–1 | 4–0 | 1–0 | 3–2 | 2–2 |
| Betis Balompié     | 5–1 | —    | 4–0 | 2–1 | 3–1 | 3–1 | 4–1 | 4–2 | 1–1 | 3–0 |
| C. D. Castellón    | 3–2 | 2–2  | —   | 2–0 | 3–2 | 4–2 | 1–0 | 2–0 | 2–0 | 3–0 |
| Cataluña F. C.     | 2–1 | 0–1  | –   | —   | 3–3 | 1–2 | 1–2 | 2–3 | 0–2 | 0–1 |
| Club Celta         | 1–2 | 1–1  | 3–2 | –   | —   | 2–1 | 3–1 | 1–3 | 4–0 | 2–2 |
| C. D. La Coruña    | 3–0 | 0–0  | 2–0 | 3–0 | 5–0 | —   | 2–1 | 2–0 | 4–2 | 3–2 |
| Murcia F. C.       | 4–0 | 2–2  | 3–1 | 3–0 | 6–2 | 6–1 | —   | 2–0 | 3–1 | 4–1 |
| Oviedo F. C.       | 6–2 | 1–0  | 5–0 | 2–1 | 4–1 | 6–0 | 6–0 | —   | 2–1 | 0–1 |
| Sevilla F. C.      | 3–0 | 2–3  | 3–1 | –   | 4–1 | 2–0 | 0–1 | 3–5 | —   | 1–0 |
| Sporting de Gijón  | 1–1 | 4–1  | 2–0 | 3–1 | 3–1 | 4–1 | 3–0 | 3–3 | 1–0 | —   |